# Prologue du Tour d'Espagne 1999
Le prologue tout plat du Tour d'Espagne 1999 s'est déroulé le 4 septembre à Murcie sur une distance de 6,1 kilomètres. Il a été remporté par l'Espagnol Igor González de Galdeano, de l'équipe Vitalicio Seguros.

## Récit
Le cadet des frères Gonzalez de Galdeano, Igor, crée la surprise en remportant le prologue. Parti par temps sec, il a devancé tous les favoris qui se sont élancés sous la pluie, comme le champion du monde du contre-la-montre Abraham Olano (à 1 seconde), Jan Ullrich (à 11 s), Alex Zülle (à 15 s) ou Frank Vandenbroucke (à 18 s).

## Classement de l'étape
|   | Coureur                        | Pays      | Équipe             |    | Temps      |
| - | ------------------------------ | --------- | ------------------ | -- | ---------- |
| 1 | Igor González de Galdeano      | Espagne   | Vitalicio Seguros  | en | 6 min 58 s |
| 2 | Abraham Olano                  | Espagne   | Once-Deutsche Bank | +  | 1 s        |
| 3 | Miguel Ángel Martín Perdiguero | Espagne   | Once-Deutsche Bank |    | 3 s        |
| 4 | Frank Høj                      | Danemark  | US Postal          |    | 4 s        |
| 5 | Grischa Niermann               | Allemagne | Rabobank           |    | 4 s        |

## Classement général
|   | Coureur                        | Pays      | Équipe             |    | Temps      |
| - | ------------------------------ | --------- | ------------------ | -- | ---------- |
| 1 | Igor González de Galdeano      | Espagne   | Vitalicio Seguros  | en | 6 min 58 s |
| 2 | Abraham Olano                  | Espagne   | Once-Deutsche Bank | +  | 1 s        |
| 3 | Miguel Ángel Martín Perdiguero | Espagne   | Once-Deutsche Bank |    | 3 s        |
| 4 | Frank Høj                      | Danemark  | US Postal          |    | 4 s        |
| 5 | Grischa Niermann               | Allemagne | Rabobank           |    | 4 s        |